# سکه‌های ساسانی

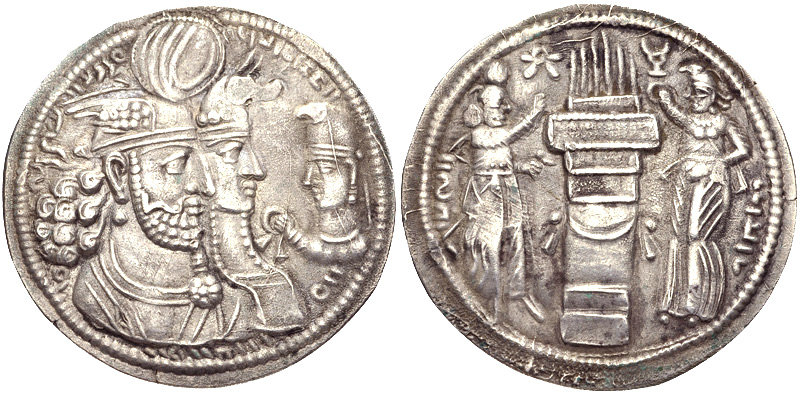
درهم نقره بهرام دوم (ح ۲۷۴–۲۹۳). نمای: نیم تنه تاجدار بهرام دوم و ملکه او شاپوردختک، رو به راست. یک پیکر کوچک، احتمالاً پسرشان (که بعداً در سلطنت بهرام سوم شناخته می‌شود)، که کلاهی با سر عقاب بر سر دارد، رو به چپ است و حلقه ای در دست راست دارد. پشت سکه: آتشگاه مقدس با نیایشگری در چپ (شاه) و ایزدبانو با حلقه ای در دست راست (آناهیتا)

سکه‌های ساسانی اشاره به سکه‌هایی دارد که در قلمروی شاهنشاهی ساسانی (۶۵۱–۲۲۴ میلادی) ضرب می‌شد. امپراتوری روم همراه با امپراتوری ساسانی مهم‌ترین دولت‌های صادرکننده پول در اواخر دوران باستان بودند.سکه ساسانی با نقش سرباز آغاز تاریخ ضرب اولین سکهٔ ساسانی که نام فرمانروایان ساسانی جایگزین نام شاهان دودمان پیشین شد، حدود سال ۲۰۹ میلادی دانسته می‌شود. این سکه‌ها سند و مدرک‌های گران‌بهایی از تاریخ و فرهنگ و هنر و دین ایران به‌شمار می‌روند. از نظر تاریخ‌نگاری استفاده از این منابع به مانند بررسی سنگ‌نوشته‌ها و نقش برجسته‌های ساسانی بسیاری از مسائل تاریخی را به نظر می‌آورد. سکه‌های ساسانی از جنس طلا، نقره، برنز و آلیاژی از قلع و سرب ضرب شده‌اند. سکه‌های طلا را دینار، نقره را درهم  و برنزی یا سربی را پشیز می‌گفتند. شاهنشاهی اشکانی در مدت چهار قرن فرمانروایی تنها به ضرب سکه‌های نقره اکتفا نمود اما اردشیر بابکان برای رقابت با رومیان و نمایش قدرت سیاسی و اقتصادی، سکه‌های طلای «دینار» ضرب کرد. وزن این سکه‌های طلا هم وزن طلای رومی بود. بر روی سکه‌های ساسانی تصویر شاه دیده می‌شود که تقریباً همیشه صورت او به سوی راست است. هر شاه دارای تاج مخصوص به خود بود اما بعضی از شاهان چند تاج مختلف داشتند. در سکه‌های بهرام دوم، تمثال شاهنشاه به تنهایی، تمثال دوگانه شاهنشاه و بانبشن (بانوی بانوان)، شاهنشاه و جانشینش، یا تصویر سه‌گانه شاهنشاه، بانبشن و جانشینش نقش می‌شد. در اوایل دوره، در پشت سکه، آتشدانی تصویر شده‌است که شعلهٔ آتش در آن نمایان است. در دو سوی آتشدان تصویر شاه و ملکه یا شاه و ولیعهد یا شاه و یکی از ایزدان زرتشتی مهر (ایزد ایرانی) و آناهیتا دیده می‌شود اما در اواسط دورهٔ ساسانی به بعد، دو موبد در دو سوی آتشدان دیده می‌شوند. تقریباً تمامی سکه‌های ضرب‌شده بعد از خسرو پرویز، از نظر صورت، لباس، تاج و عناصر پشت سکه به‌طور کامل به سکه‌های خسرو پرویز شباهت دارند. موارد استثنایی معدود، شامل سکه‌های شیرویه، اردشیر سوم، پوران و بخشی از سکه‌های یزدگرد سوم است. اعراب مسلمان پس از فتح ایران، سکه‌هایی به سبک سکه‌های ساسانی با حاشیه‌ای به خط کوفی، ضرب کردند که به سکه‌های عرب-ساسانی معروف است.

## زمینه

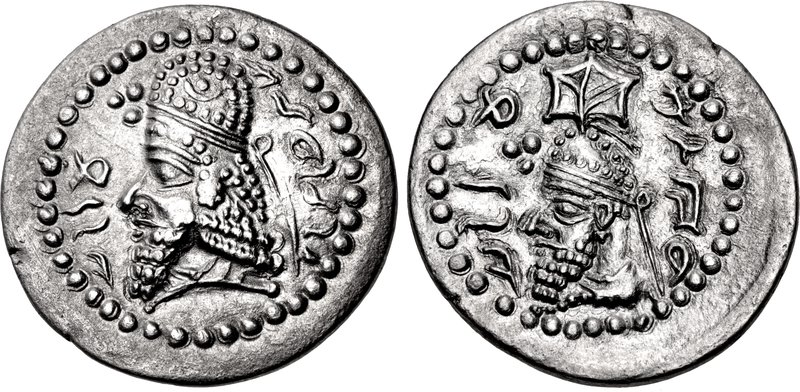
بر روی سکه برادر بزرگ اردشیر بابکان، به نام شاپور و پشت سکه پاپک پدر شاپور

تاریخ آغاز ضرب اولین سکهٔ ساسانی که نام فرمانروایان ساسانی جایگزین نام شاهان دودمان پیشین شد، حدود سال ۲۰۹ میلادی دانسته می‌شود. پیش از آن بر سکه‌های شاهان پارس افسر و نشانه‌های شاهی، تصویر پرستشگاه، آتشدان با آتش شعله‌ور و نمادهایی از ماه و ستاره و نقش اهورامزدا ضرب می‌شد که نشان می‌دهد در این استان ایران، برخلاف دیگر نواحی، آتش مقدس را ستایش و اهورامزدا را پرستش می‌کردند و آئین کهن همچنان بر جای بوده‌است. به گفتهٔ طبری، خاندان بازرنگی تا سدهٔ سوم میلادی بر پارس فرمانروایی داشتند. بنا بر نوشته‌های تاریخی باستان، از آغاز سدهٔ سوم میلادی در دودمان پارس دگرگونی به وجود آمد و پاپک فرزند ساسان که در نزدیک استخر می‌زیست، حکومت این سرزمین را به دست آورد و پس از چندی پسر بزرگتر خود شاپور را بر تخت شاهی نشاند. پیش از به پادشاهی رسیدن اردشیر بابکان، بر روی سکه‌های شاهان پارس تصویر شاه و بر پشت برخی از سکه‌ها تصویر پدر پادشاه دیده می‌شود. بر روی سکه نام و عنوان شاه به‌صورت «بغ (فرمانروا)، شاه» و بر پشت سکه نام و عنوان پدر شاه به‌صورت «فرزند بغ (فرمانروا) شاه» نوشته شده‌است. تاکنون سکه‌ای از پاپک پدر اردشیر بابکان بدین شکل به دست نیامده‌است. تنها پنج‌درهم نقره به نام پسر بزرگ پاپک و برادر بزرگ اردشیر بابکان، به نام شاپور یافت شده‌است. بر روی این سکه تصویر «شاپور» بر تخت شاهی پارس و بر پشت سکه تصویر پدرش پاپک با کلاه مرواریددوزی شده ضرب شده‌است.

## ویژگی‌ها

### جنس، وزن و تقسیمات
معمولاً یک تک‌چهره سلطنتی در رو و یک آتشکده با دو متصدی در پشت سکه‌ها حک می‌شد، سکه‌های ساسانی حاوی تصویرهای متعددی در حاشیه بودند و سکه‌های اواخر ساسانی به‌طور مشخص نمادهای اختری را در حاشیه سکه داشتند. زبان فارسی میانه. آنها شامل نام و القاب شاهنشاه در جلو و در پشت عبارت «آتش (نام پادشاه)» و گاهی یک شعار هستند. محل ضرب‌گاه گاهی نشان داده می‌شود. هر پادشاه یک تاج شخصی با نمادهای الهی و اختری ویژه را برگزیده بود که به‌طور کلی منحصر به او بودند. استثناها در مواردی (مانند اردشیر اول و شاپور یکم) و در اواخر دوره ساسانی هم وجود دارد که تاج‌ها بسیار سبک و اغلب شبیه به هم شده‌اند. اگر پادشاهی شکستی جدی متحمل می‌شد، ممکن است تاج جدیدی اختیار کند (مثلاً نرسه).

سکه پشیز ساسانی هرمز دوم

سکه‌های ساسانی از جنس طلا، نقره، برنز و آلیاژی از قلع و سرب ضرب شده‌اند. ضرب سکه طلا برای نظام پولی اشکانیان، سلف ساسانیان، ناشناخته بود. اشکانیان در مدت چهار قرن فرمانروایی تنها به ضرب سکه‌های نقره اکتفا نمودند اما اردشیر بابکان برای رقابت با رومیان و نمایش قدرت سیاسی و اقتصادی اقدام به ضرب سکه‌های طلا دینار نمود. وزن این سکه‌های طلا هم وزن طلای رومی بود.
- سکه‌های طلا را دینار می‌گفتند. وزن سکه‌های طلای ساسانی در سده‌های سوم و چهارم میلادی به اندازهٔ وزن سکه‌های آئورئوس بود. از زمان پیروز یکم وزن سکه‌های نامبرده به حدود ۴ گرم (دینار سبک) کاهش یافت.[۶] مسکوکات زرین زمان ساسانیان خیلی کمتر از بقیه سکه‌هاست چون هر پادشاهی، پس از اینکه به تخت می‌نشست، مسکوکات زرین پادشاه گذشته را گردآوری می‌کرد و می‌گداخت و از نو به نام خود سکه ضرب می‌کرد.[۷] آنان با ضرب سکه‌های زرین که اشکانیان آن‌ها را به کار نمی‌بردند، نه‌تنها سنت هخامنشی را دوباره زنده کردند، بلکه آن را رقیب و جایگزین سکه‌های رومی در بازارهای شرق ساختند. دلیل دیگری را برای ضرب سکهٔ طلا عنوان می‌کنند و آن این است که با روی کار آمدن نخستین شاهنشاه ساسانی، اردشیر بابکان، بلافاصله سیاست خاوری جان گرفت و در نتیجه لشکرکشی‌هایی را ضد کوشان و به شمال هندوستان یعنی مناطقی که ضرب طلا از پیش‌تر در آن‌ها معمول بود، به دنبال آورد؛ زیرا که تحریکات نظامی در این مناطق عمدتاً فقط با طلا می‌توانست به راه انداخته شود. وزن سکهٔ زر معمولی که از زمان اردشیر بابکان تا شاپور سوم ضرب می‌شد، بین ۷ تا ۷٫۴ گرم بود. این سکه در مقادیر معتنابه وارد نظام پولی ایران شده بود و با آئورئوس مرغوب رومی تقریباً مطابقت داشت. دینارهای طلا در دادوستد بین‌المللی نقش کمتری داشتند.[۸]
- سکه‌های نقره را دراخم. دراخم‌های ساسانی در عربی نیز درهم خوانده می‌شدند. درهم پول رایج و وزن به‌شمار می‌آمد. نقره در دورهٔ اشکانیان نیز رایج‌ترین سکه بود.[۹] وزن یک درهم تقریباً ۴ گرم بود. سکه‌های نقره علاوه بر درهم، سکه‌های ۴ درهمی، نیم درهمی و یک ششم درهمی (که دانگ نامیده می‌شد) را هم شامل می‌شدند.[۱۰]
- سکه‌های برنز یا مسی را پشیز می‌گفتند. این سکه‌ها وزن پایداری نداشت.[۱۱]
- وزن سکه‌های مسی بزرگ حدود ۱۶ گرم است. یکی از سکه‌های بسیار رایج روزگار ساسانی سکه‌های چهار درهمی مسین بود که به سکه‌های یک دوم و یک ششم نیز تقسیم شده‌بود.[۱۲] سکه‌های مسین به‌ندرت سالم مانده‌اند. کمیابی نسبی سکه‌های ضرب‌شدهٔ مسین ساسانی با این واقعیت به خوبی همخوانی دارد که سکه‌های مسین کوچک به مثابه سکه‌ای ممتاز همچنان به صورت پول خرد در گردش پولی شهرهای بزرگ باقی‌ماند و وضع نامرغوب سکه‌های مسین اشکانی موجود نیز تا اندازه‌ای مبین این ادعاست.[۱۳]
- به غیر از این، ساسانیان سکه‌های ساخته شده از آلیاژی از قلع و سرب نیز سکه ضرب می‌کردند.[۱۴]
- ساسانیان سکه های مسی را برای کارهای روزمره ضرب می کردند و سکه های نقره (دراخم) را برای پرداخت مالیات به کار می بردند. سکه های طلا (دینار) به احتمال در مراسم ویژه و جشن ها به عنوان هدیه از سوی شاه، کاربرد داشت. [۱۵]

### ویژگی‌های تصویری روی سکه‌ها

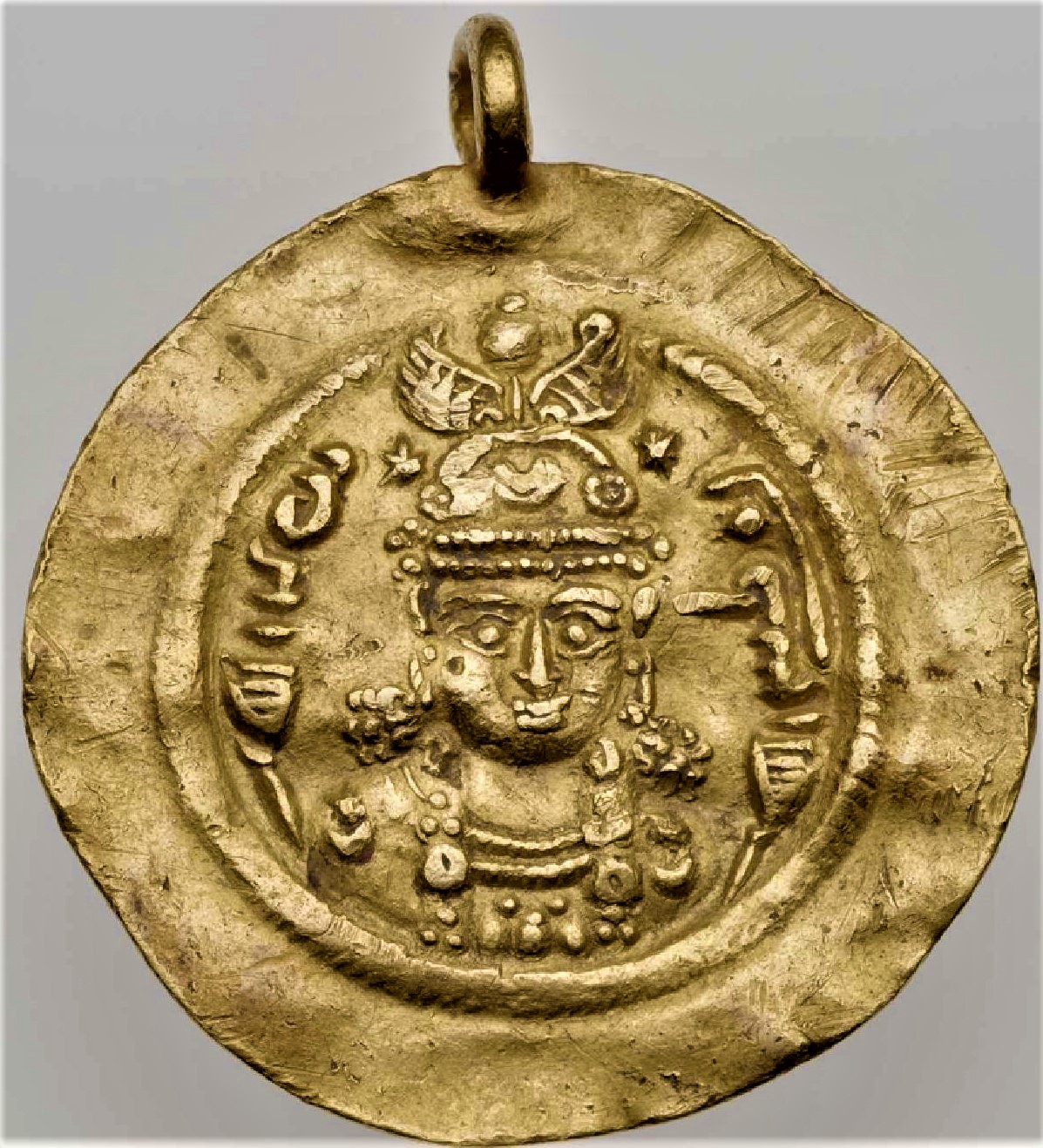
چهره پوران بر روی سکه

بر روی سکه‌های ساسانی تصویر شاه دیده می‌شود که تقریباً همیشه صورت او به سوی راست است. در جلوی سمت راست شاه نام او حک شده است. هر شاه دارای تاج مخصوص به خود است اما بعضی از شاهان چند تاج مختلف دارند. به‌طور استثنا در روی سکه‌های بهرام دوم، شاهنشاه و جانشین او یا تصویر سه‌گانه شاهنشاه، بانوی بانوان و جانشین شاهنشاه نقش شده‌است. تقریباً تمامی سکه‌های ضرب شده بعد از خسرو پرویز، از نظر صورت و لباس و تاج و عناصر پشت سکه، به‌طور کامل به سکه‌های خسرو پرویز شباهت دارند. موارد استثنایی معدود، شامل سکه‌های شیرویه، اردشیر سوم، پوران و قسمتی از سکه‌های یزدگرد سوم است.
تصویر تمام رخ شاه نیز بر برخی سکه های مشاهده شده، با این حال این شیوه بیشتر در سکه های طلا و متعلق به پایان دوره ساسانی دیده شده است که در این دوره تماس با دولت روم بیشتر از هر دوره دیگری بوده است. این شیوۀ تصویر شاه از روبرو، به احتمال بسیار از غرب وام گرفته شده بود.
سکه‌های مسی و برنجی و برنزی نقوش متفاوتی از درهم و دینار ساسانی داشتند.

### ویژگی‌های تصویری پشت سکه‌ها
در پشت سکه، آتشدانی تصویر شده‌است که شعلهٔ آتش در آن نمایان است. موسی خورنی (سده پنجم میلادی) به آتش به منزله نمادی از اهورامزدا به نزد ایرانیان اشاره کرده‌است. در دو سوی آتشدان تصویر شاه و ملکه یا شاه و ولیعهد یا شاه و یکی از ایزدان زرتشتی مهر و آناهیتا دیده می‌شود اما در اواسط دورهٔ ساسانی به بعد دو موبد در دو سوی آتشدان دیده می‌شوند.
نمادهای ستاره مانند بسیاری (بیشتر ستاره و ماه) روی بالاتنه شاه و یا حاشیۀ سکه وجود داشت. جزئیات دیگری همچون نماد فروهر و یا تعدادی نقطه در سکه های ساسانی رایج بود و به احتمال با فره مرتبط بوده است.
ضرب سکۀ ساسانی به ویژه سکه های نقره بهرام پنجم، الگویی برای بسیاری از فرمانروایی های آسیای میانه شد. پس از شکست پیروز توسط هپتالی ها، مقدار بسیاری از سکه های ساسانی از طریق بازرگانان سغدی به آسیای میانه و چین رسید. در این مرحله، دراخم یا درهم ساسانی نقش اساسی در بازرگانی و تجارت بین المللی با شرق داشت و همزمان نقوش و تزیینات ایرانی را به آسیای مرکزی و حتی مناطق عرب نشین منتقل می کرد.

#### ضرابخانه
به طور معمول، علامت ضرابخانه در پشت سکه، سمت راست نگهبانِ سمت راست حک شده است. همه سکه‌های ساسانی علامت ضرب ندارند.

#### نقش ایزدان در پشت سکه‌ها
| ایزد            | نام شاهنشاه                                                    | توضیح |
| --------------- | -------------------------------------------------------------- | --- |
| اهورامزدا       | یکی از انواع سکه‌های اردشیر یکم، شاپور یکم و شاپور دوم          | به‌طور معمول بر پشت سکه‌ها مظهرهای ایزدان همراه با تصاویر شاهان ضرب می‌شدند اما تصویر اهورامزدا به تنهایی بر سکه‌های شاپور یکم و دوم دیده می‌شود. از زمان هرمز دوم تصویری از سر ایزدان در میان آتش پدیدار می‌گردد که این نقش کم و بیش تا زمان بلاش ادامه دارد. |
| مهر             | هرمز یکم، بهرام یکم و بهرام دوم                                | در سکه‌های بهرام یکم با شعاع‌هایی بر گرد سر میترا به چشم می‌خورد |
| آناهیتا         | بر سکه‌های نرسه، شاپور سوم و شاید هرمزداردشیر                   | در روزگار نخستین شاهان ساسانی، ایزد جنگ و پیروزی بود. پس از شاپور دوم دگرگونی‌هایی در ویژگی‌های او پدید آمد و ایزد پیروزی به ایزد عشق، آب و رستنی‌ها بدل شد.                                                                                                |
| بهرام یا ورثرغن | بر سکه‌های بهرام دوم، هرمزد دوم و یکی از انواع سکه‌های شاپور یکم | بهرام دوم بر سکه‌های خود بال‌هایی نشاند که مظهر ورثرغن یکی از نخستین مظاهر تجسم فرهٔ ایزدی در شاهنشاه است. |

### خصوصیات نوشتاری سکه
بر روی سکه‌ها نام شاه و عنوان‌های او ذکر شده‌است. از زمان قباد یکم (حکومت: ۴۸۸ تا ۵۳۱ میلادی) به بعد فقط نام شاه و پس از آن کلمهٔ ابزون (افزون) ذکر می‌شود و در زمان خسرو پرویز (حکومت: ۵۹۱ تا ۶۲۸ میلادی) کلمهٔ خوره (فره) نیز بدان افزوده می‌گردد. در زمان همین شاه گاهی کلمهٔ اَبد (شگفت) نیز ضرب شده‌است. در پشت سکه‌های نخستین شاهان ساسانی کلمه آدُر (آذر، آتش) به اضافهٔ نام شاه ضرب می‌شد و از زمان بهرام گور (حکومت: ۴۲۱ تا ۴۳۹ میلادی) فقط نام شاه ذکر شده‌است. محل ضرب سکه تا زمان بهرام چهارم (حکومت: ۳۸۸ تا ۳۹۹ میلادی) به‌طور کامل ذکر می‌شد و از زمان این شاه و جانشینان او، یزدگرد یکم و بهرام گور نام محل به صورت خلاصه می‌آمد. از زمان پیروز یکم (حکومت: ۴۵۹ تا ۴۸۴ میلادی) به بعد تاریخ سلطنت بر روی سکه‌ها ثبت می‌شد و از زمان جاماسپ ۴۹۷ میلادی به بعد تاریخ ضرب سکه ذکر می‌گردید.
خط پهلوی به کار رفته در سکه‌ها، تا زمان خسرو انوشیروان (حکومت: ۵۳۱ تا ۵۷۹ میلادی) پهلوی کتیبه‌ای (منفصل) است و از این زمان به بعد به پهلوی مزامیری (متصل) شباهت می‌یابد.
نخستین شاهان ساسانی، خود را از تبار ایزدان می‌خواندند. در کتیبه‌ها و سکه‌هایشان، از دوران اردشیر بابکان تا قرن چهارم میلادی، این نکته را می‌توان فهمید. شاهان ساسانی از زمان اردشیر دوم (حکومت: ۳۷۹–۳۸۳ میلادی)، القاب دیگری برای خود برگزیدند که دیگر نشانی از پیوند آنان با خدایان نداشت. در پایان قرن چهارم میلادی، شاهان خود را فقط مزداپرست/مزدیسن (mzdysn) و شاهان شاه (MLK'n MLK') می‌خواندند و نوشته‌های روی سکه‌هایشان، به علت نامعلومی، مختصرتر شد. پادشاهان ساسانی، پس از یزدگرد یکم و از قرن پنجم میلادی، بر سکه‌هایشان لقب «کی» یعنی «کیانی» را ضرب کردند تا خود را به پادشاهان کیانی در اوستا پیوند دهند. این گرایش به اوستا، از سده پنجم میلادی به بعد، یکی از مهم‌ترین عناصر سازوکار ایدئولوژی پادشاهی ساسانی شد. رواج واژه فارسی میانه فره (xwarrah) از آغاز دوران پادشاهی خسرو پرویز (۵۹۱ میلادی) بیانگر افزایش علاقه پادشاهان ساسانی به کیانیان است. لقب «رام‌شهر» هم، دست کم آن‌گونه که ساسانیان آن را می‌فهمیدند، می‌تواند گرایش آنها به انتساب خود به کیانیان باشد. لقب «رام‌شهر» تنها مختص به یزدگرد یکم است. پس از آنکه یزدگرد یکم، برای نخستین بار لقب «رام‌شهر» را برگزید، تمایل ساسانیان به تاریخ کیانیان موجب شد تا لقب «کی» و سرانجام لقب «فره» و «خوره» را برگزینند و این القاب را بر سکه‌هایشان ضرب کنند. تمایل به تاریخ کیانیان تا پایان دوره یزدگرد سوم در قرن هفتم میلادی برقرار بود.

## سکه‌ها به تفکیک شاهان
| ترتیب پادشاهی                | نام شاهنشاه               | دوران حکمرانی                    | توضیحات | تصویر سکه |
| ---------------------------- | ------------------------- | -------------------------------- | --- | --- |
| ۱                            | اردشیر بابکان             | پیرامون ۲۲۴–۲۴۱                  | به‌طورکلی بر روی سکه‌های اردشیر نوشته‌هایی وجود دارد که دلالت بر اعتقادات دینی و اثبات حکومت او می‌کند و نام شهری که سکه در آن ضرب شده، دیده نمی‌شود. اردشیر یکم شش سکهٔ پی در پی انتشار داد که از لحاظ نوع، متفاوت بودند. سکهٔ نخست اردشیر ادامهٔ سنت‌های سکه‌های پیشین پارس بود. نوشتهٔ پشت سکه‌ها حاوی نام پرستشگاهی است که مراسم تاجگذاری در آن صورت پذیرفته‌است. چنان‌که از سکه‌ها معلوم می‌گردد عنوان شاهی اردشیر دو بار تغییر یافت. عنوان اردشیر پیش از تاجگذاری «خدایگان اردشیر شاه، فرزند خدایگان پاپک شاه» بود. پس از تاجگذاری سال ۲۲۷ بر روی سکه‌ای که مراسم تاجگذاری اردشیر ضرب شده‌است عنوان «بغ اهورا مزداپرست، خدایگان اردشیر شاهان شاه ایران که چهر از ایزدان [دارد]» دیده می‌شود. عنوان تازه‌ای که اردشیر پس از تاجگذاری برگزید، از عنوان‌های شاهان دودمان پیشین به عاریت گرفته نشده‌است. گمان می‌رود که دگرگونی‌ها و اصلاحات مذهبی مهمی عامل تغییر عنوان شاهی شده‌باشد. گذشته از تغییر عنوان در پشت سکه‌ها نیز دگرگونی دیده می‌شود و پس از تاجگذاری تصویر آتشدان با نوشتهٔ آتش اردشیر ضرب شدند و این نوشته بر سکه‌های نخستین شاهنشاهان ساسانی پایدار ماند. آخرین نوع سکه‌های اردشیر که بسیار نادر است و تابه حال تعداد کمی از آنها به دست آمده مربوط به اواخر دوره سلطنت او و زمانی است که اردشیر اول پسرش شاپور را در سلطنت با خود سهیم کرده‌است. بر این سکه‌ها نقش نیم‌رخ اردشیر و نیم‌رخ شاپور رو به روی یکدیگر قرار دارد و در نوشته دور سکه علاوه بر نام اردشیر، نام شاپور نیز با عنوان شاه ایران برده شده‌است. جنس سکه‌های اردشیر اول از طلا، نقره، مس و برنز بوده که در ضرابخانه‌های مختلف شاهنشاهی ضرب شده ولی چون نام شهر بر روی سکه‌ها برده نشده‌است نمی‌توان محل ضرب را مشخص و تعیین کرد. سکه‌های دو دیناری بسیار کمیابی که از اردشیر یافت شده احتمالاً به مناسبت پیروزی او بر نیروی نظامی الکساندر سوروس، در سال ۲۳۳ میلادی ضرب شده باشند. | اردشیر یکم با تاج پارتی · درخم اردشیر یکم با تاج پارتی مزین به عقاب · درخم اردشیر یکم با تاج کنگره ای · درخم اردشیر یکم با پوشش سر و کوریمبوس · درخم اردشیر یکم با پوشش سر همراه با کوریمبوس و گوش پوش · اردشیر یکم و جانشینش شاپور یکم · Double Dinar of Ardaxšīr (Ardashir) I |
| ۲                            | شاپور یکم                 | پیرامون ۲۴۱–۲۷۲                  | تمثال شاپور بر روی سکه ها با سه نوع تاج دیده می شود: کلاهی منتهی به سر عقاب، تاج کنگره دار بدون پوشش گوش و تاج کنگره دار با پوشش گوش. روی سکه شاپور یکم نوشته‌ای به این شرح است: «مزداپرست خدایگان، شاپور شاهنشاه ایران که چهر از ایزدان [دارد].» در پشت سکه‌های شاپور آتشدان به صورت ستونی بزرگ و چهار ضلعی ساخته شده‌است که در طرفین آن تصویر دو انسان دیده می‌شود که گاهی به صورت فرمانروا و جانشین او و در زمان‌های بعدی به شکل دو موبد عالی‌مقام که نگهبانان آتش مقدس می‌باشند، دیده می‌شوند. در پشت بعضی از سکه‌های زرین شاپور یکم نام شهر مرو تصویر شده‌است. سکه های دو دیناری با نقوش متفاوت از شاپور یکم یافت شده که احتمالاً به مناسبت پیروزی های او در نبردهای ادسا و تیسفون به ترتیب بر والریانوس در سال ۲۶۰ میلادی و اذینه در سال ۲۶۳ ضرب شده اند. در سکه دو دیناری نخست، شاپور بر اسب نشسته و فیلیپ عرب در حال اهدای پیشکش به اوست. | درخم شاپور یکم با تاج عقابی · درخم شاپور یکم با تاج کنگره ای، کریمبوس و گوش پوش · دو دیناری شاپور یکم بمناسبت نبرد ادسا · دو دیناری شاپور یکم |
| ۳                            | هرمز یکم                  | ۲۷۲–۲۷۳                          | هرمز در هنگام زندگی پدرش فرمانروای ارمنستان و دارای عنوان بزرگ ارمنستان شاه بود. در آن روزگار ادارهٔ کارهای این استان که در آن منافع ایران و روم برخورد و تصادم شدیدی داشت و در واقع، مرکز فرماندهی نظامی تمامی سپاهیان ساسانی بود که بسیار پراهمیت به‌شمار می‌رفت. در نخستین سکه، عنوان او که بر روی سکه ضرب شده: بغ مزداپرست، خدایگان هرمز (اردشیر) بزرگ ارمنستان شاه است. از زمان هرمز یکم القاب کامل‌تر شد و به شکل مزداپرست خدایگان، هرمزد شاهنشاه ایران و غیرایران که چهر از ایزدان دارد، نوشته می‌شد. به مرور زمان این القاب کوتاه‌تر و از زمان خسرو انوشیروان فقط به ذکر نام اکتفا شد. با توجه تصویری که بر پشت سکه‌های هرمز ضرب شده، می‌توان دربارهٔ دگرگونی‌هایی که در سیاست مذهبی آن روزگار روی داده‌است، داوری نمود. واگذاری مقام موبد موبدان کشور به کرتیر در سال نیمه اول ۲۷۳ میلادی و والاتر شدن جایگاه او نخستین گام در کار تبدیل کردن آئین شاهنشاه به آئین رسمی کشور بود. بر پشت تمام سکه‌های هرمزد که پیش از ماه مارس ۲۷۳ ضرب شده منظره تاجگذاری دیده می‌شود، سمت چپ آتشدان تصویر هرمزد و سمت راست آن تصویر ایزد مهر ضرب شده که حلقهٔ شهریاری را به سوی هرمزد دراز کرده‌است. این نخستین تصویر شناخته شده از ایزد مهر در هنر ساسانی است. بر پشت سکهٔ بعدی او تصویر شاهنشاه و ایزد آناهیتا دیده می‌شود. تصویر ایزد آناهیتا نیز برای نخستین بار است که جلب نظر می‌کند. در سومین سکه اهورامزداست که حلقهٔ شهریاری را به سوی شاهنشاه دراز کرده‌است. | درخم هرمز یکم با تصویر ایزد آناهیتا · Gold coin of Hormizd I, uncertain mint |
| ۴                            | بهرام یکم                 | ۲۷۳–۲۷۶                          | بر سکه‌های بهرام عنوان شاهی نوینی پدید آمد که چنین بود: بغ مزداپرست، خدایگان بهرام، شاهان شاه ایران و انیران، که چهر از ایزدان اردشیر دارد. این عنوان نمودی از مراتب احترام وی به اردشیر بابکان، بنیانگذار دولت ساسانی است. بر پشت سکه‌ها اهورامزدا یا ایزد مهر به همراه بهرام یکم دیده می‌شوند. در زمان بهرام یکم، پشت سکه‌ها به نسخه ضرب شده در زمان سلطنت شاپور یکم تغییر یافت؛ با این تفاوت که بدن دو خدمتکار به جای اینکه به طرف محراب آتشکده باشند، پشت به آن است. روی سکه‌های بهرام یکم نشان می‌دهد که او تاج متمایز ایزد مهر را بر سر دارد. تاجی که با میخ‌های پرتوی شکل تزئین شده‌است. سکه‌ای از بهرام ظاهراً در بلخ در باختر ضرب شده‌است که آن را اولین سکه شاهنشاهی ساسانی می‌کند که در قلمروهای سابق امپراتوری کوشان ضرب شده و فرمانروایی مستقیم ساسانیان را در منطقه تحت رهبری بهرام یکم تأیید می‌کند. این سکه به غیر از سکه‌های ضرب شده توسط حاکمان دست‌نشانده کوشان-ساسانی می‌باشد. | |
| ۵                            | بهرام دوم                 | ۲۷۶–۲۹۳                          | جایگاه کرتیر در عهد بهرام دوم بسیار بالا رفت؛ بطوریکه همهٔ کتیبه‌های کرتیر در روزگار بهرام دوم پدید آمدند. در طی ۱۶ سال پادشاهی بهرام دوم اندیشهٔ قانونی جلوه‌گر ساختن جانشینی در هنر رسمی، به‌ویژه در نقش برجسته‌ها و سکه‌ها به‌روشنی مشهود است. سکه‌های بهرام دوم دارای ۴ گونه نقش است: تصویر شاهنشاه با تاجی مزین به بالهای ایزد بهرام (ورثرغن) که همواره معمول بوده‌است، تصویر شاهنشاه و همسرش که همسر بهرام دوم با کلاهی بیضوی شکل دیده می‌شود، تصویر شاهنشاه با همسرش که بر بخش قدامی کلاه همسر او درندگان یا پرندگان نصب شده‌است، در نوع چهارم تصویر جانشین شاهنشاه درحالی‌که حلقهٔ شهریاری در دست دارد، نیز دیده می‌شود. بر پشت سکه‌های نوع چهارم صحنهٔ مراسم تاجگذاری ضرب شده‌است که در دو سوی آتشدان بهرام و آناهیتا درحالی‌که حلقهٔ شهریاری را به سوی بهرام دراز کرده‌است و با همان کلاه بانوی بانوان تصویر شده‌اند. بر پشت دیگر سکه‌ها تصویر اهورامزدا، ایزد مهر یا افسر شاپور یکم ضرب شده‌است. | دینار بهرام دوم · درخم بهرام دوم و ملکه · دینار بهرام دوم با ملکه و ولیعهد |
| ۶                            | بهرام سوم                 | ۲۹۳                              | بهرام سوم پسر بهرام دوم بود و بیش از چند ماه سلطنت نکرد. سلطنت او، مخالفانی را که از زمان پدرش، ناراضی بودند، قانع نکرد و نظرها متوجه مدعی دیگر، نرسه پادشاه بزرگ ارمنستان شد که سلطنت را از مدت‌ها پیش، حق خود می‌دانست. بدینگونه بهرام سوم، از سلطنت برکنار شد اما به جان او لطمه‌ای وارد نشد و او بعدها تا مدتی، در نواحی شرق ایران فرمانروایی می‌کرد. شاید بهرام سوم فرصت یافت سری کوچکی از سکه‌ای از خود را با افسر شهریاری منتشر کند اما او حتی فرصت نیافت سکهٔ ویژهٔ تاجگذاری خود را رایج سازد. سپاه نرسه مدعی سلطنت از ارمنستان به سوی تیسفون تاخت و چند روز قبل از ورود به پایتخت، نرسه از بزرگان خواست تا پادشاهی او را به رسمیت بشناسند. | |
| ۷                            | نرسه                      | ۲۹۳–۳۰۲                          | فرزند شاپور یکم و برادر هرمزد یکم و بهرام یکم بود. پس از مرگ هرمزد مدعی شاهنشاهی شد. او دارای عنوان آریایی مزداپرست و فرمانروای سکستان، تورستان و هند تا کرانهٔ دریا یعنی سراسر سرزمین‌های تصرف شده در شرق کشور بود. نرسه به هنگامی که هنوز بهرام دوم زنده بود، به تدارک جهت تغییر حکومت پرداخت و برای مشروع و قانونی جلوه دادن مسئلهٔ جانشینی خود، در آغاز دستور داد یک سری سکهٔ طلا رایج شود. فرمان ضرب دینارهای طلا تنها ویژهٔ شاهنشاه بود و تا آن روزگار کسی به این حق شاهنشاه تجاوز نکرده بود. نرسه نخستین کسی بود که از این قاعده سرباز زد. او به هنگامی که فرمانروای ارمنستان بود دو نوع سکه طلا انتشار داد. هدف ضرب این سکه‌ها که او را با نشان‌ها و علامت‌های شاهنشاهی نشان می‌داد، مبارزهٔ علنی به خاطر به دست آوردن سریر پادشاهی بود. همهٔ این رویدادها مربوط به سالی است که بهرام دوم زندگی را به درود گفته بود. کرتیر در این زمان حدود هشتاد سال داشت و موافق پادشاهی بهرام سوم بود و نظر موبد موبدان باز هم بر نظر دیگران برتری یافت. پس از به قدرت رسیدن نرسه، هواخواهان بهرام دوم مجازات شدند. در نقش و کتیبه در نقش رستم اعلام شد که نفوذ غیرقابل تقسیم موبد موبدان در همهٔ کارهای دولتی پایان یافته‌است. در سکه‌های پیش از تاجگذاری نرسه آرایش مو به شکل گیسوان سخت بهم بافته‌است که بر شانه‌ها فرو افتاده‌است. ریش دسته‌دسته است. گردنبند او از رشتهٔ مروارید تشکیل شده است. | دینار نرسه - تاج اول · سکه دینار نرسه - تاج دوم |
| ۸                            | هرمز دوم                  | ۳۰۲–۳۱۰                          | هرمزد به احتمال زیاد در جنگ پدرش با امپراتوری روم که به نام نبرد ساتالا (۲۹۸) که با اسیر شدن همسر نرسه و تعدادی از فرزندانش، خاتمه یافت، شرکت نکرد. نرسه استان‌های انگشت‌شماری در ارمنستان و بین‌النهرین را به امپراتوری روم داد تا اعضای خانواده‌اش به او باز پس داده شوند. هرمز دوم همان هرمز دوم کوشانشاه است، شاهزاده ساسانی‌ای که برای مدت کوتاهی بر ساسانیان هند از ۳۰۰ تا ۳۰۳ حکومت کرد. بر روی سکه او با یک تاج مزین به شاهین که گویی در نوک خود دارد به تصویر کشیده شده‌است. طرح معمولی سکه‌های کوشانی-ساسانی برای اولین بار در زمان سلطنت هرمزد دوم بر روی سکه‌های ساسانی دیده می‌شود. عمده‌ترین دگرگونی در نوع پشت سکه اینست که در میان شعله‌های آتش تصویر اهورامزدا تا سینه دیده می‌شود. مدارکی در دست نیست که بتوان با اتکاء به آن جنبه‌های نمادین این تصویر را روشن کرد. گرد ستون آتشگاه نواری دیده می‌شود. در دو سوی آتشدان دو تصویر است، یکی اهورامزدا و دیگری از هرمزد درحالی‌که افسر شهریاری بر سر دارد. | |
| ۹                            | آذرنرسه                   | ۳۱۰                              | آذر نرسه یکی از پسران هرمز دوم ولی چون اعیان و نجبای مملکت را ناراضی نمود، پس از چند ماه از سلطنت خلع شد و سپس او را کشتند. هنوز هیچ سکه‌های از او یافت نشده‌است. | |
| ۱۰                           | شاپور دوم (ذوالاکتاف)     | ۳۱۰–۳۷۹                          | در زمان شاپور دوم سرزمین کوشانیان به عنوان ایالتی جدید به ایران متصل شد. سکهٔ کمیابی از شاپور دوم موجوداست که ضرابخانهٔ بلخ (پایتخت کوشانیان) را معرفی می‌نماید. علامت شهر برخلاف معمول در روی سکه و در پشت فرمانروا نقش گردیده‌است. تاج او بسیار شبیه به تاج شاپور یکم و بدون پوشش گوش است. نقشهای پشت سکه ها به دو گونه نمایان شده اند: آتشدان با دو پایه و آتشدان با دو نگهبان. روی سکه هایی که در ضرابخانه سند (۳۲۵ تا ۴۸۰ میلادی) ضرب شده اند نوشته ای () به خط براهمی در مقابل تصویر شاپور دیده می شود که به معنی خدایگان است. چنین علامتی بر روی برخی سکه های شاپور سوم، یزدگرد یکم و بهرام پنجم نیز دیده می شود. | دینار شاپور دوم · دینار شاپور دوم ضرب سند |
| ۱۱                           | اردشیر دوم (ساسانی)       | ۳۷۹–۳۸۳                          | سکه‌های اردشیر دوم نشان می‌دهد که تاجی که برای او طراحی شده، بسیار به تاج اردشیر یکم شبیه است. بر روی سمت دیگر سکه‌هایش، همان تصویر سنتی آتشکده و دو شخصی که در کنار آن ایستاده‌اند را نشان می‌دهد. وی بر روی سکه‌هایش عنوان اردشیر، شاهنشاه ایرانیان را حک کرد. تنها بر روی تعداد معدودی از سکه‌ها واژه «انیرانیان» نیز به چشم می‌خورد. | درخم اردشیر دوم ضرب بیشاپور |
| ۱۲                           | شاپور سوم                 | ۳۸۳–۳۸۸                          | تحت سلطنت شاپور سوم و باهرم چهارم، برنامه اداری سکه‌زنی ساسانی به‌طور چشمگیری تغییر کرد. سکه‌های بیشتری ضرب شد و مناطق اداری اغلب قالب‌هایی برای چند نوع از سکه‌زنی تولید می‌کردند. او در سکه‌های خود از عنوان معمول "Mazdēsn bay Šābuhr šāhān šāh Ērān ud Anērān kēčihr az yazdān" ("شاپور مقدس، پادشاه پادشاهان ایرانی و غیرایرانی، که تصویر/درخشش او از خدایان است") استفاده کرد. به نظر می‌رسد شاپور سوم علاوه بر اختلاف با روم شرقی بر سر ارمنستان، در شرق با آلخون‌ها نیز درگیر شده‌است. هرچند سیاست‌های شاپور سوم در تقابل با روم شرقی با موفقیت همراه بود و توانست مرزهای غربی را به ثبات و آرامش برساند. اما در شرق توفیقی نیافت و کابل را به آلخون‌ها واگذار کرد. از دست دادن شهر ضربه بزرگی بود، زیرا این شهر از دهه ۳۶۰ میلادی مرکز تولید سکه بود. ضرب سکه نشان می‌دهد که آلخون‌ها کابل را قبل از ۳۸۸ از او گرفتند. آلخون‌ها همان ضرب سکه‌های صادر شده توسط شاپور سوم را تکثیر کردند، تنها تفاوت در کتیبه تازه کلمه باکتریایی αλχοννο (alxanno) بود که برای نشان دادن در تصرف داشتن قلمرو ساسانیان اضافه شد. سرپوش او دیهیمی مزین به نقوشی کنگره ای شکل همراه با گل یا برگ است. | Gold coin of Shapur III |
| ۱۳                           | بهرام چهارم               | ۳۸۸–۳۹۹                          | از زمان بهرام چهارم به‌طور رسمی نام شهری که سکه در آن ضرب می‌شد، بر پشت سکه‌ها ضرب می‌شد. بهرام چهارم نخستین شاهنشاه ساسانی بود که دو جزء مذهبی را بر روی تاج خود ترکیب کرد و پس از آن، چنین تاج‌هایی در میان ساسانیان رواج یافت. تاج او مزین به یک کنگره در جلو و بالهای ایزد بهرام در پشت بود و کریمبوس بین این دو جزء قرار می گرفت. در زمان او بود که استفاده از امضا در ضرابخانه‌ها مرسوم شد درج امضاهای ضرابخانه‌ای باعث می‌شود که منشأ سکه‌ها راحت‌تر شناسایی شود. در زمان بهرام چهارم، استان شرقی ابرشهر بیشترین میزان ضرب سکه را در طول تاریخ ساسانیان تولید کرد. ضرب گسترده سکه در هر منطقه برای تأمین هزینه‌های مورد نیاز و حفظ تعداد زیادی از نیروهای مستقر در آن منطقه بود. بهرام چهارم نیز مانند شاپور دوم، اردشیر دوم و شاپور سوم، سکه‌های طلای منحصربه‌فردی را در منطقه سند در هند ضرب کرد که احتمالاً مربوط به استان هند ساسانی بوده‌است. در زمان بهرام چهارم، ضرابخانه‌هایی در شهرهای گندی‌شاپور و شوش در استان خوزستان تأسیس شد. همچنین یک ضرابخانه در شمال غربی استان آذَربادَگان نیز برای حمایت مالی از ساخت دروازه‌های خزری، به‌منظور محافظت از مرز قفقاز در برابر تهاجمات هون‌ها تأسیس شد. | درخم بهرام چهارم ضرب اسپاهان |
| ۱۴                           | یزدگرد یکم                | ۳۹۹–۴۲۰                          | در زمان یزدگرد اول، افزایش نفوذ نجیب‌زادگان و روحانیان باعث اختلاف و دشمنی آنها با شاهنشاه شد و یزدگرد برای تضعیف روحانیان زرتشتی و اشراف، به مسیحیان متوسل شد و با روم شرقی روابط حسنه برقرار کرد. همین امر سبب شد که در خراسان به وسیله مخالفان به قتل برسد. بر سکه‌های نقره یا درهم یزدگرد یکم، همانند سکه‌های بیشتر شاهان ساسانی، نیم‌تنه پادشاه نقش بسته‌است. نام او، یزدگرد (yzdkrt)، در سمت راست نقش و لقب l'mštry در سمت چپ آن حک شده‌است به این ترتیب، نوشته روی سکه (l'mštry yzdkrt) را باید «یزدگردِ رام‌شهر» خواند که مراد از این عبارت «یزدگرد، آرام‌کننده امپراتوری» است. لقب «رام‌شهر» تنها مختص به یزدگرد است. سکه‌های یزدگرد یکم او را با ترکیبی از تاج گنبدی شکل مشابه تاج اردشیر دوم، دو کنگره در طرفین و یک هلال مشخص در جلوی آن نشان می‌دهند. | Gold coin of the Sasanian ruler Yazdegerd I, Sindh mint |
| ۱۵                           | شاپور چهارم               | ۴۲۰-۴۲۰                          | سکه ضرب شده توسط شاپور چهارم با سکه های رایج ساسانی متفاوت است. در روی سکه بطور معمول تصویر شاهنشاه ساسانی درج شده اما در پشت سکه بجای آتشدان مقدس و دو نگهبان آن، تصویر شاپور چهارم با کلاهی نامتعارف مزین به دو شاخ قوچ دیده می شود. در حاشیه سکه در کنار تصویر شاپور نوشته هایی به خط پهلوی حک شده که ترجمه آن چنین است: «شاپور شاه بزرگ ارمنی ها.» | |
| ۱۶                           | بهرام گور (بهرام پنجم)    | ۴۲۰–۴۳۹                          | بر روی بعضی از سکه‌های بهرام پنجم القاب او بدین صورت نوشته شده: مزداپرست خدایگان بهرام شاهنشاه شادکنندهٔ کشور. این عبارت احتمالاً به ورود موسیقی‌دانان و سازهای هندی به ایران توسط بهرام پنجم اشاره دارد. مدت درازی حتی پس از تسلط اعراب، تصویر بهرام گور بر روی سکه‌های خراسان، مخصوصاً مرو و بخارا ضرب می‌شد. رواج این سکه‌ها مخصوصاً در زمان خلافت عباسی و در ایام خلافت مهدی عباسی، هارون الرشید و مأمون چشمگیر است. نوشتهٔ روی این سکه‌ها، اغلب به دو خط کوفی و سغدی است. سکه‌های بهرام نامرغوب و ناهموار است و در شهرهایی چون تیسفون، همدان، اصفهان، آربل، نهاوند، آشور، خوزستان و کرمان ضرب شده‌است. عموماً بروی سکه‌های بهرام عنوان یا نوشته خداوندگار بهرام مزداپرست دیده می‌شود. در جلو و عقب تاج دندانه‌دار دارد و میان جلو و عقب، یک هلال و یک دایره به نشانه ماه و آفتاب هست. پوشش بهرام از روی سکه‌ها به خوبی آشکار می‌شود. لباس او با گوهرهای ارزشمندی زینت یافته و لبه‌های آن با مروارید آراسته شده بود. خود او نیز با موهایی که پشت گردنش ریخته شده بود گردنبند مروارید بر گردن دارد. | Vahrām (Bahram) V CE 420-438 AV Dinar 23mm 7.08 g Sind mint |
| ۱۷                           | یزدگرد دوم                | ۴۳۹–۴۵۷                          | لقب او «کی بَغِ مزداپرست» بود. دوره پادشاهی یزدگرد دوم آغاز نوع جدیدی از کتیبه بر روی سکه‌های ساسانی است. «mazdēsn bay kay» (عظمت پرستش مزدا کی)، که نشان‌دهنده علاقه او به سلسله افسانه‌ای اوستایی کیانیان است که از عنوان کی استفاده می‌کردند. این به دلیل تغییر دیدگاه سیاسی امپراتوری ساسانی است که در ابتدا به غرب گرایش داشت اما اکنون به شرق متمایل شده‌است. این جابجایی که قبلاً در زمان یزدگرد اول و بهرام پنجم آغاز شده بود، در زمان یزدگرد دوم و پسر و جانشین او، پیروز یکم (ر. ۴۵۹–۴۸۴) به اوج خود رسید. این تغییر رویکرد، ممکن است به دلیل ظهور قبایل متخاصم در جبهه شرقی ایران ایجاد شده باشد. جنگ علیه اقوام هون‌ها ممکن است رقابت اسطوره‌ای موجود بین حاکمان کیانیان ایرانی و دشمنان تورانی آنها را بیدار کند که در اوستای جوان نشان داده شده‌است . بنابراین ممکن است در نتیجه درگیری بین ایران و دشمنان شرقی آن بوده باشد که لقب کی مورد توجه قرار گرفت؛ لقبی که پادشاهان اساطیری ایرانی در جنگ با تورانیان در شرق از آن استفاده کردند. عنوان سنتی «شاه شاهان» به‌طور کلی در ضرب سکه یزدگرد دوم وجود نداشت. طرح جدیدی نیز در پشت سکه‌های ساسانی ظاهر شد؛ محراب آتش سنتی در کنار دو خادم. این احتمالاً وفاداری یزدگرد دوم به آیین زرتشتی را بیشتر نشان می‌دهد. استان‌های دل ایران‌شهر و خوزستان (استان ساسانی) بیشترین ضرابخانه‌ها را برای یزدگرد دوم در غرب و استان‌های گرگان (سرزمین) و مرگوش بیشترین ضرابخانه‌ها را در شرق فراهم کردند؛ بی‌شک برای حمایت از ساسانیان در جنگ‌هایشان در دو جبهه. | |
| ۱۸                           | هرمز سوم                  | ۴۵۷–۴۵۹                          | هیچ سکه‌ای که در زمان سلطنت هرمزد ضرب شده باشد، یافت نشده‌است. | |
| ۱۹                           | پیروز یکم                 | ۴۵۹–۴۸۴                          | از زمان پیروز یکم هیچ سکه ساسانی را نمی‌توان یافت که دارای علامت شهری که سکه در آن ضرب شده، نباشد. از سال دوم پادشاهی پیروز به مدت هفت سال قحطی بی‌سابقه‌ای در کشور به وقوع پیوست. از سال هشتم سلطنت پیروز سال‌های سلطنت پیروز بر روی سکه ضرب نشده‌است. احتمالاً ضرب نکردن سال پادشاهی بعد از زمان قحطی بدان منظور انجام گرفته که عصر جدید ادامهٔ دوران گذشته به حساب نیاید و خاطرات تلخ دوران قحطی را در خاطر مردم ایران تداعی نکند. در دوران پیروز یکم ایران متحمل شکست بی‌سابقه‌ای از دولت هپتالیان شد و هپتالیان هر سال خراج سنگینی از ایران دریافت می‌کردند و عمدتاً سکه‌های ایران برای تأدیه این غرامت پرداخت می‌شد. به همین جهت هپتالیان بر روی این سکه‌ها نام فرمانروا و گاهی شهرهای تحت تصرف را با خط هپتالی نقش می‌کردند. | |
| ۲۰                           | بلاش                      | ۴۸۴–۴۸۸                          | در سکه‌هایی که از بلاش باقی‌مانده، از شانهٔ چپ او شعلهٔ آتش زبانه می‌کشد که در آن عصر علامت دینداری و خوبی شخص بود. برعکس، اگر بر شانه و کتف کسی مار تصویر می‌شد، این نشانهٔ کفر و ستمکاری و ظلم بود. در حاشیهٔ روی سکه این عبارت نوشته شده: بلاش، پادشاه خوب. این شعار در سکه‌های ساسانی منحصربه‌فرد بوده و قبل و بعد از آن چنین شعاری مطرح نشده‌است. | |
| ۲۱                           | قباد یکم                  | بار اول ۴۸۸–۴۹۷، بار دوم ۴۹۹–۵۳۱ | اغلب مورخان معتقدند که قباد در نخستین سال‌های پادشاهی خود به آئین مزدک گرویده‌است اما مدارک باستان‌شناسی این مطلب را تأیید نمی‌کنند. سکه‌های قباد با همان روال و اسلوب کلی سکه‌های ساسانی ضرب شده‌است و هیچ نوع اثر و نشانه‌ای که دال بر تغییر عقاید مذهبی و نفوذ آئین مزدک باشد، در آن‌ها دیده نمی‌شود. در پشت سکه‌های مفرغ دورهٔ دوم سلطنت قباد مخصوصاً اواخر دوران حکومت او، تصویر ولیعهد خسرو انوشیروان نقش گردیده‌است. | پشیز قباد یکم همراه با تصویر خسروی یکم · Coin of Kavad I, possibly minted in Susa |
| ۲۲                           | جاماسپ                    | ۴۹۷–۴۹۹                          | جاماسپ به‌مدت سه سال مابین پادشاهی برادرش قباد یکم، شاهنشاه ایران بود. در زمان او بار دیگر تاریخ پادشاهی که از زمان پیروز یکم نوشته نمی‌شد، روی سکه‌ها حک شد. در روی سکه‌های جاماسپ نقش ولیعهد دیده می‌شود، در حالی که حلقه‌ای که نشان عهد و پیمان است، در دست دارد. این حلقه به پارچه‌ای بلند و مواج مزین است. با توجه به این تصویر می‌توان دریافت که جاماسپ در اندیشهٔ اختصاص فرمانروایی و انتقال قدرت از خانوادهٔ پدری، به خانوادهٔ خود بوده‌است. در تاریخ ساسانیان قبل از جاماسپ به‌طور استثناء اردشیر بابکان بنیانگذار دودمان و بهرام دوم به این عمل دست زده و تصویر ولیعهد خود را در روی بعضی از سکه‌ها نقش کردند تا جانشین مورد علاقهٔ آن‌ها در نظر مردم شناخته و مقبول گردد. | |
| ۲۳                           | خسرو انوشیروان            | ۵۳۱–۵۷۹                          | در روی سکه‌های انوشیروان نام خسرو به صورت هئوسروده نقش گردیده، این واژه از دو بخش هئو به معنای خوب و سرود یعنی آواز تشکیل شده‌است و «خوش آواز و نیک‌نام» معنی می‌دهد. خسرو در سال‌های آخر سلطنت خود به سرزمین هیاطله حمله برد. این تهاجم وسیع به انقراض هیاطله انجامید. بنابر همین رویداد تاریخی نام شهرهای خراسان بر پشت سکه‌های انوشیروان دیده می‌شود. از زمان انوشیروان به بعد است که ستون آتشدان مقدس در پشت سکه بسیار باریک و در میانه مزین به روبانی سلطنتی با شرابه های رو به بالا است و سه هلال به حاشیه بیرونی روی سکه ها افزوده شده است. دیناری از خسرو یکم کشف شده که در طرف رو چهره تمام رخ و در طرف پشت تصویری تمام قد با حلقه ای در دست راستش به نمایش می گذارد. نوشته رو: خسرو امید است قوی تر شود. نوشته پشت: او که به زمین شکوه می بخشد (سال) ۴۴. | دینار تمام رخ خسرو یکم |
| ۲۴                           | هرمز چهارم                | ۵۷۹–۵۹۰                          | سکه‌های هرمز چهارم دارای یک حاشیهٔ نوار مانندی هستند که مساحت زیادی از سکه دربر گرفته‌است. تاج هرمز بسیار شبیه تاج خسرو انوشیروان است. بر روی سکه، نوشته‌ای در جلوی صورت پادشاه است که نشان‌دهندهٔ نام او؛ یعنی «اوهرمزد» و دیگری در پشت سر او واقع شده که در برگیرندهٔ کلمه «اپزون» یا «اپزوت» به معانی فزونی دهنده و فرخباد است. برپشت سکه دو موبد در حال مراقبت از آتشدان مقدسی هستند که مابین آن‌ها قرار گرفته‌است. بر پشت سکه تاریخ و نام ضرابخانه در کنار دو موبد ضرب شده‌است. سکه‌هایی از هرمز چهارم مربوط به سال‌های یازدهم و دوازدهم سلطنت او موجوداست که در شهر بلخ ضرب گردیده و این یادآور شکست ترکان به دست بهرام چوبین و تصرف بلخ توسط این سردار معروف است. | |
| ۲۵ و ۲۷ دو بار سلطنت با وقفه | خسرو پرویز                | ۵۹۱–۶۲۸                          | به‌طورکلی در سکه‌های خسرو پرویز چهار فرم و شکل خاص قابل تشخیص است: نخست، سکه‌های سال اول سلطنت خسرو پرویز، دوم سکه‌های سال دوم تا دهم، سوم، سکه‌های سال یازده تا سی و هشتم و چهارم سکه‌های خسرو و آناهیتا. سکه‌های سال اول شبیه سکه‌های هرمز چهارم است؛ با این تفاوت که خسرو در میان دو دایرهٔ متحدالمرکز قرار گرفته و حاشیهٔ خارجی پشت سکه توسط هلال‌های ماه تزئین شده‌است. این سکه‌ها که پس از شکست بهرام چوبین و استقرار خسروپرویز ضرب گردیده، اکثراً در نواحی‌ای که از دیرباز پایگاه محکم ساسانیان به‌شمار می‌آمدند؛ یعنی در ناحیه بین‌النهرین و فارس و خوزستان ضرب شده‌اند. اما در خراسان وضع به گونه‌ای دیگر بود و بهرام چوبین در بعضی از نواحی نفوذ و قدرت خود را حفظ کرده بود. از سال دوم فرم سکه‌ها به یکباره تغییر می‌یابد و با کثرت بسیاری در شهرهای مختلف ایران ضرب می‌گردند. تعداد شهرهایی که در این سال سکه در آن‌ها ضرب شده متجاوز از ۳۰ شهر است. از سال یازدهم قیافه خسرو، برخلاف سکه‌های قبل، به صورت مردی میانسال تصویر گردیده‌است. بدین ترتیب فرم سکه‌ها تا آخرین سال سلطنت خسرو؛ یعنی سال سی و هشتم باقی می‌ماند. مسلماً در این دوره سر سکه‌ها توسط هنرمندانی بزرگ ساخته شده‌است؛ به‌طوری‌که در سکه‌های خسرو، تغییراتی که بر اثر گذشت زمان در چهره و قیافه و آرایش ریش و موی او پدیدار شده به خوبی نقش و تصویر گردیده‌است. در پشت این سکه‌ها نام متجاوز از ۷۰ شهر و ناحیه نقش گردیده‌است که نمایانگر توسعه و آبادانی شهرهاست. دینارهای خسرو دوم از دو نوع بودند. آنهایی که متعلق به سال ۲۱ از حکومت بودند، یک نیم‌تنه تاج‌دار از پادشاه را در طرف رو و یک پرتره رو به‌رو از آناهیتا را در طرف پشت نشان می‌دهند. اما دینارهایی که از سال ۳۳ به بعد ضرب شده اند، یک پرتره تاج‌دار رو به‌رو از پادشاه را در طرف رو و پادشاه ایستاده را در طرف پشت به نمایش می گذارند که شمشیری در دست دارد. کتیبه های پشت هر دو نوع نقره و طلا شامل این عبارتند: "باشد ایران گسترش یابد". این در واقع در سال‌های اولیه سلطنت خسرو به واقعیت پیوست، زمانی که ساسانیان بیشتر نواحی شام را فتح کرده بودند و حتی به اشغال ارمنستان و شهرهای دمشق، اورشلیم و اسکندریه پرداختند. | دینار خسرو پرویز · دینار خسرو دوم |
| ۲۶                           | بهرام چوبین               | ۵۹۰–۵۹۱                          | محتمل است که بهرام چوبینه قبل از اینکه به‌فکر به دست آوردن تخت و تاج باشد، در صدد برآمد که پسر هرمز چهارم، خسرو پرویز را به‌شاهی به نشاند؛ زیرا زمانی که ضد هرمز چهارم قیام کرده بود و با سپاهیان خود در ری اقامت داشت، به ضرب سکه با تصویر خسرو پرویز اقدام نمود و دستور داد آنها را پس از آماده شدن، به صورت محرمانه به تیسفون ببرند بین مردم پایتخت توزیع نمایند. این اقدام را می‌توان نوعی تدبیر برای متشنج کردن اوضاع و اختلاف بین شاه و ولیعهد دانست. بسطام و بندوی از شاهزادگان ساسانی و برادران ملکه، همسر هرمز چهارم مورد سوءظن واقع شدند و به امر هرمز به زندان افتادند. مدت کوتاهی بعد، این دو برادر با همکاری خسرو پرویز، یک کودتای درباری ترتیب دادند و هرمز را کور و زندانی کره و مدت کوتاهی بعد کشتند. خسرو پرویز که در آذربایجان بود، باشتاب خود را به تیسفون رسانید و تاج بر سر نهاد اما بهرام چوبینه حاضر نشد به‌فرمان پرویز درآید و خود را که از خاندان مهران و شاهنشاهان اشکانی می‌دانست، در امر سلطنت محق می‌پنداشت، با سپاهیان خود به تیسفون نزدیک شد. بهرام چوبینه پس از شکست دادن سپاهیان خسرو پرویز پیروزمندانه به پایتخت درآمد و به‌نام بهرام ششم تاج شاهی بر سر نهاد. بنابر معمول، از همان تاریخ ضرابخانه پایتخت به نام وی به ضرب سکه پرداخت. سکه‌هایی که از سال نخستِ بهرام چوبین بجا مانده، نشان می‌دهد که اغلب حکام ولایات و عامه مردم مخالف پادشاهی بهرام بودند. سکه‌های متعدد هرمز چهارم که در شهرهای مختلف ایران در سال سیزدهم، یعنی یک سال پس از مرگ او ضرب گردیده‌اند، شاهد این مدعاست. از مطالعه سکه‌های بهرام چوبین حدود و قلمرو فرمانروائی و مدت زمان حکومت او مشخص می‌شود سکه‌های طلا منحصراً در ضرابخانهٔ پایتخت و به نام ایران ضرب شده‌است. مدت سلطنت او تا پایان عمر بیش از دو سال بوده‌است. سال اول بهرام بر ایران و سال دوم در ری و خراسان حاکمیت داشته‌است. به احتمال زیاد آخرین سکه بهرام در مرو ضرب شده‌است. | درخم بهرام چوبین · Coin of Bahram Chobin, Susa mint |
| ۲۸                           | ویستهم                    | ۵۹۱–۵۹۵                          | ویستهم که خسرو پرویز فرماندهی خراسان را به او داده بود، بعد از مرگ برادر وندوی به دست خسرو پرویز سر به طغیان برداشت و مانند بهرام چوبین تاج شاهی بر سر نهاد و شش سال در برابر لشکریان خسرو پرویز پایداری کرد. عاقبت به نیرنگ خسرو پرویز، به دست زنش کردیه خواهر بهرام چوبین در خواب کشته شد. ویستهم در زمان تسلط و حکومت خود در قلب سرزمین ساسانیان اقدام به ضرب سکه‌های طلا، نقره و برنز کاملاً به سبک سکه‌های شاهان ساسانی نمود. در روی سکه سیمای ویستهم با موهای بلند و صورت خشن و چشم‌های درشت نقش گردیده‌است؛ به‌طوری‌که شخصیت مردی نیرومند و مبارز را به نظر می‌آورد. در مقابل چهره ویستهم نام او نوشته شده که با عنوان پیروز (پیروچ) همراه است. در پشت سکه آتشدان و دو روحانی و همچنین نام شهر و سال ضرب سکه دیده‌می‌شود. بر پشت سکه‌های موجود از ویستهم به ترتیب سال‌های دوم، سوم، چهارم، پنجم و ششم حکومت او نقش گردیده‌است. سکه‌ها اغلب ضرب ری بوده و تعدادی نیز در نیشابور ضرب شده‌اند. این سند بیانگر تسلط گستهم بر قسمت وسیعی از جاده ابریشم؛ یعنی ری، کومش و خراسان در آن زمان می‌باشد. | |
| ۲۹                           | شیرویه (قباد دوم)         | ۶۲۸                              | اکثر ایده‌های خسرو دوم بر روی سکه‌های ساسانی توسط شیرویه کنار گذاشته شد، از جمله لبه‌های متعدد در جلو و عقب، بال‌های بهرام در تاج، کلمه «فر». (شکوه سلطنتی) و یک نماد ستاره، که جایگزین آرایش موی سر شده بود. روی جلوی سکه‌های کواد دوم، حکاکی «Kawād Pērōz» (کواد پیروز) نوشته شده‌است. | |
| ۳۰                           | اردشیر سوم                | ۶۲۸–۶۳۰                          | اردشیر در کل یک سال و شش یا هفت ماه حکومت کرد. سکه‌هایش نشان از جوانی می‌دهد که تاج کنگره‌دار سه پله‌ای (یادآور تاج‌های شاپور یکم و یزدگرد دوم) بر سر داشت، در حالی که در پشت سکه، نسخه قدیمی از شعله‌ور شدن خط گردش نوار آتشکده تجدید شده‌است. در سری دوم، تاج با بال‌های عقاب آراسته شده‌است (همچون تاج خسرو دوم)، بالای آن یک توپ قرار دارد (همچون تاج قباد دوم)، که شاید حکایت از تأسیس حکومتش دارد. اردشیر سوم نیز مانند پدرش از به کار بردن عنوان «شاه شاهان» بر روی سکه‌های خود خودداری کرد. این احتمالاً به منظور فاصله گرفتن از خسرو پرویز که عنوان را بازیابی کرده بود، انجام شد. دینار اردشیر سوم از نادرترین سکه های طلای ساسانی است. احتمالاً برای تاج‌گذاری پادشاه ضرب شده است و از الگوهای ویژهٔ پادشاهان ساسانی پیروی می‌کند که در آن تصویر پادشاه جوان در پرتره‌ای تمام رخ قرار دارد و نقش ایستادهٔ او که شمشیری در دست دارد و نوک آن بر زمین است در پشت سکه نمایش داده می‌شود. نقش روی سکه اردشیر را با زینت‌های سنتی هلال ماه و ستاره بر دو شانه نشان می‌دهد و ربان‌هایی که در پشت او به سمت بالا هستند. این حالت ایستاده، اولین بار در یک نقش برجسته‌ای که شاپور اول را نشان می‌دهد دیده شد، اما توسط شاپور دوم در تاق بستان استفاده شد که شاه و جانشینش، شاپور سوم، در کنار هم این حالت سلطنتی را نمایان می سازند. این سکه از همان جنس، سبک طراحی و با همان حاشیهٔ نقطه‌ای همانند دینار ضرب شده در سال ۳۶ از حکومت خسرو دوم (سال ۶۲۵/۶ میلادی) ضرب شده است. در سکه‌های قباد دوم و اردشیر سوم از استفاده از عنوان سنتی ساسانی شهنشاه ('پادشاه پادشاهان') اجتناب و به استفاده از apzwn ('افزون/بیش باد') بسنده کرده اند. | |
| ۳۱                           | شهربراز                   | ۶۳۰                              | - | |
| ۳۲                           | خسرو سوم                  | پیرامون ۶۳۰                      | بنابر نظر زرین کوب، در خراسان دعوی سلطنت داشت و قسمت‌های شرقی ایران، پادشاهی او را پذیرفتند. از طرفی دیگر برخلاف نظر تاریخ‌دانان سکه‌های کم‌یابی از خسرو سوم کشف شده‌است که در تیسفون، استخر و کرمان ضرب شده‌اند. وجه تمایز سکه‌های خسرو سوم، تمثال بی‌ریش پادشاه است. | |
| ۳۳ و ۴۰                      | پوران‌دخت                  | ۶۳۰–۶۳۲ دو بار سلطنت با وقفه     | به نظر می‌رسد که در زمان حکومت پوراندخت سیستان به مهم‌ترین مرکز اقتصادی کشور از لحاظ ضرب سکه تبدیل شده بود، بیش از نود درصد سکه‌های پوراندخت که تاکنون توسط باستانشناسان مورد مطالعه قرار گرفته، در ناحیهٔ سیستان ضرب شده‌اند. سکه دینار پوراندخت احتمالاً واپسین سکه طلای کشف شده از دوره ساسانی است و از نظر طراحی بسیار شبیه به سکه های دینار خسرو پرویز و اردشیر سوم است. با این تفاوت که پوراندخت همراه با یک خنجر (شمشیری کوتاه) در دستانش در پشت سکه ترسیم شده است. | دینار پوراندخت |
| ۳۴                           | شاپور شهروراز             | ۶۳۰                              | - | |
| ۳۵                           | پیروز دوم                 | ۶۳۱                              | پیروز دوم بعد از پوراندخت و قبل از آزرمی‌دخت به مدت بسیار کوتاهی به‌شاهی منتخب شد. | |
| ۳۶                           | آزرمی‌دخت                  | ۶۳۱                              | نام آزرمی دخت لقبی است که خسرو دوم به دخترش اعطا کرده بود. این نام بر سکه دیده می‌شود اما اسم حقیقی او «خورشید» است. ملک ایرج مشیری سکه‌ای از این ملکه را به دست آورده و انتشار داده‌است. این سکه در سال یکم پادشاهی آزرمی‌دخت و گویا در ضرابخانهٔ شهر «وه-از-آمِد کواد ارجان» ضرب شده باشد. آزرمی‌دخت در دوران کوتاه سلطنت خود، سکه‌هایی با تصویر پدرش در جلو، با نوشته خورّه ابزود (xwarrah abzūd، فر افزود) و تاج بالدار نشان‌دهنده بهرام، خدای پیروزی، ضرب کرد. سکه ای نیز با تصویر خود آزرمی دخت ضرب شده است. | درخم آذرمیدخت با چهره خسرو پرویز |
| ۳۷                           | خسرو چهارم یا فرخزاد خسرو | پیرامون ۶۳۱                      | فرخزاد خسرو یا خسرو چهارم یا خوره‌زاد خسرو از اعقاب خسرو پرویز بود و پس از هرمز پنجم به پایتخت ایران تیسفون دست یافت. فرخ، صفت فر است که خود صورتی است از خور به معنی عظمت و شوکت به سبب این که پس از خسروپرویز، شاهنشاهان دیگر (به استثنای چند مورد) سکه‌های ۱۰ سال آخر پادشاهی او را به تقلید ضرب و نام خود را به جای خسرو نهاده‌اند، در صورتی‌که شاهنشاه مورد نظر نامش خسرو باشد تنها با مراجعه به پشت سکه می‌توان به اختلاف این دو پی برد. اگر سال پادشاهی یک رقمی باشد این سکه به خسرو دوم تعلق ندارد. فرخزاد خسرو به مدت شش ماه یا یکسال بر تخت بود و به نام خسرو چهارم فرمانروایی کرد. چنین برمی‌آید که بزرگان در آن زمان به دو گروه تقسیم شده بودند؛ یکی طرفدار فرخزادخسرو یا خسرو چهارم و دیگری گروه طرفداران یزدگرد سوم بود که رستم فرخ‌هرمز در رأس آن‌ها قرار داشت. از خسرو چهارم سکه‌هائی ضرب شهرهای تیسفون به دست آمده‌است که حاکمیت او را بر پایتخت ثابت می‌نماید. اما هم‌زمان، نواحی فارس و بین‌النهرین؛ یعنی نقاط مهم کشور در دست یزدگرد سوم و نایب‌السلطنه او رستم فرخزاد بوده‌است. در زمانی که پایتخت در دست خسرو چهارم بود طرفداران یزدگرد در شهر استخر؛ یعنی خاستگاه ساسانیان، تاج بر سر او نهادند، در حقیقت در مدت کوتاهی دو فرمانروای ساسانی بر ایران زمین حکومت کردند. | درخم خسروی چهارم یا پنجم |
| ۳۸                           | فرخ‌هرمز هرمز پنجم         | پیرامون ۶۳۰                      | سکه‌هایی با نام هرمز با بن‌مایه نقش‌های سکه‌های خسرو پرویز و سه سال عددی وجود دارد که در شهرهای مختلف ضرب شده‌است. اکثر کارشناسان این نوع سکه را به هرمز پنجم یا سپاهبد فرخ‌هرمز (پدر رستم فرخ‌هرمز) نسبت می‌دهند. برخی از محققان اعتقاد دارند که سکه‌هایِ به نام هرمز، متعلق به یک شخص نیست؛ بلکه متعلق به دو شخص با عنوان‌های هرمز پنجم و هرمز ششم‌ است. بنابر نظر آرتور کریستنسن هرمز پنجم تنها در بعضی از قسمت‌های کشور، به‌پادشاهی پذیرفته شد. از طرفی دیگر بررسی‌های سکه‌شناسان نشان می‌دهد که، هرمز پنجم فقط در قسمتی از ایران پادشاهی نکرده‌است و تعداد زیادی از سکه‌های او ضرب تیسفون است. همچنین سکه‌های دیگری نیز از وی ضرب ری و استخر پیدا شده‌است. با این وجود که هیچ سکه‌ای از سال اول پادشاهی او یافت نشده‌است، سکه‌های سال دوم او بسیار فراوان است. احتمالاً هرمز پنجم شخصیتی بزرگتر از آنچه در تاریخ شناخته شده بوده‌است و به نظر برخی از محققان این شخص کسی جز سپاهبد فرخ هرمزد نمی‌تواند باشد. به همین سبب شخصیت هرمزد پنجم قدیم به فرخ هرمزد نسبت داده می‌شود. | |
| ۳۹                           | هرمز ششم                  | پیرامون ۶۳۰                      | سپاهبد فرخ‌هرمز ابتدا به عنوان هرمز پنجم شناخته می‌شد تا زمانی که سکه‌های شخص دیگری به نام هرمز پیدا شد که زمان انتشار آن در اوایل سال‌های حکومت خسرو پرویز؛ یعنی زمانی زودتر از انتشار این سکه بوده‌است. بنابراین برای جا بازکردن برای این شاه تازه کشف‌شده، نامگذاری توسط سکه‌شناسان ایرانی عوض شد و به سکه‌های هرمز پنجم/فرخ‌هرمز، سکه‌های هرمز ششم گفته شد. صاحب این سکه‌های هرمز پنجم جدید به خوبی شناخته شده نیست اما احتمال می‌رود متعلق به مهرهرمزد پسر مردانشاه (پاذوسپان نیمروز) باشد. | |
| ۴۱                           | یزدگرد سوم                | ۶۳۲–۶۵۱                          | تاکنون سکه‌ای از سال نخست سلطنت یزدگرد به دست نیامده‌است، زیرا اواخر سال اول بود که پایتخت به تصرف یزدگرد سوم درآمد. به‌طورکلی سکه‌های یزدگرد سوم را می‌توان به دو گروه مجزا و مشخص تقسیم کرد. گروه نخست سکه‌های ضرب سال اول تا چهارم فرمانروائی که بر روی سکه‌ها تصویر جوانی کم‌سال نقش گردیده، در حالی که تزئینات لباسش شبیه به سایر فرمانروایان ساسانی است و در حاشیه سکه یک دایره در رو و دو دایره متحدالمرکز در پشت دیده می شوند. این سکه‌ها تصویر واقعی یزدگرد را نشان می‌دهد زیرا او در نوجوانی به سلطنت رسیده بود. این سکه‌ها عمدتاً ضرب شهرهای استخر، ریو اردشیر، بیشاپور، پیروز شاپور، دارابگرد، ویسپ شادخسرو، نهر تیری و سیستان است. به گفتهٔ بلعمی، یزدگرد فقط در مدت ۴ سال از حکومت خود مستقر و برقرار بود و شانزده سال بعدی در حال جنگ و گریز بود. از سال چهارم به بعد تصویر سکه‌ها تغییر کرد. می‌توان ادعا نمود که این سکه‌ها به صورت شتاب زده و از روی تصویر خسرو پرویز اقتباس گردیده‌اند که در روی سکه و در مقابل تصویر مذکور نام یزدگرد، نوشته شده‌است حاشیه این سکه ها همانند سکه های خسرو پرویز دو دایره متحد المرکز در رو و سه دایره در پشت سکه دیده می شود. مسئله بدین صورت قابل توجیه است که چون اغلب شهرها قالب و تصویر سکه یزدگرد را نداشتند، از سکه‌های خسرو پرویز که هنوز در آن زمان به وفور رایج بوده، سرسکه‌هائی تهیه و اقدام به ضرب سکه به نام یزدگرد کردند. ضرابخانه‌های فعال دورهٔ دوم عمدتاً در شهرهای گندی شاپور و نهر تیری در خوزستان و قبادخوره در حوالی تیسفون در بین‌النهرین و بلخ در خراسان می‌باشد. این سکه‌ها در بعضی از نواحی حتی بعد از قتل یزدگرد تا مدت‌ها ضرب می‌شده‌اند. | درخم یزدگرد سوم همراه با ریش |

## دیگر سکه‌های تأثیرگرفته

### سکه‌های ضرب‌شده در ارمنستان

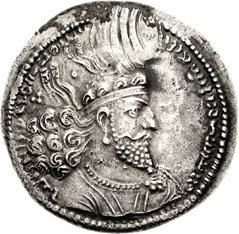
سکه‌ای از هرمز یکم

از سکه‌های دوران ارمنستان ساسانی تعداد ۸۱۳ عدد در ۳۴ منطقهٔ جمهوری ارمنستان یافت شد؛ که بیشترین آن‌ها در شهرهای گیومری و دوین به دست آمده‌است. بیشتر این سکه‌ها از جنس نقره هستند. چند سکهٔ برنزی نیز به به دست آمده که یک مورد آن در کاوش‌های باستان‌شناسی آرتاشات یافت شده‌است اما تاکنون سکه‌ای از جنس طلا، که به منزلهٔ سکهٔ یادبود در دوران ساسانیان ضرب می‌شد، در ارمنستان به دست نیامده است. دلیل تعدد بسیار سکه‌های ساسانی و همچنین، رومی مربوط به این دوره در مناطق مختلف ارمنستان به خصوص در شهرهای آرتاشات، گیومری و دوین مبادلات تجاری دو امپراتوری ایران و روم در خاک ارمنستان است.

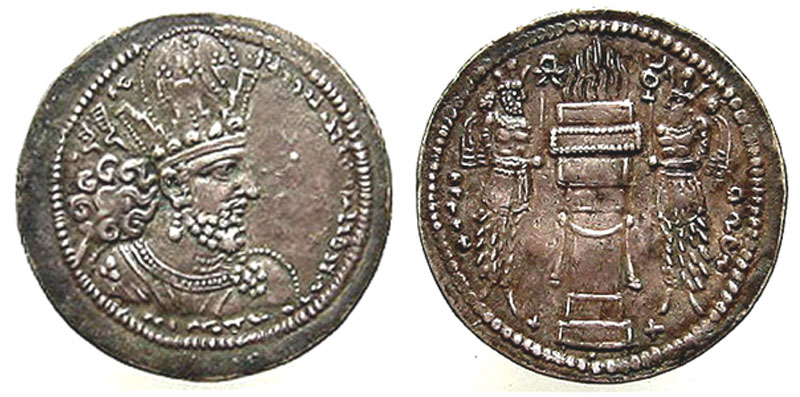
درخم شاپور دوم ضرب ارمنستان با دو صلیب در زیر پای شاه و اهورامزدا

با شکست تیرداد دوم (۲۱۷–۲۵۴) پادشاه ارمنستان از شاپور یکم ساسانی و تسلط ساسانیان بر این کشور، پسر شاپور اول، هرمز یکم برای اداره ارمنستان منصوب شد. در دوران حکومت او سکه‌های یک درهمی به شکل سکه‌های ساسانی در این منطقه ضرب شد. در روی سکه تصویر نیم تنه شاپور اول و دور سکه عبارت مزداپرست خدایگان اوهرمزد بزرگ شاه ارمنستان دیده می‌شود. در پشت سکه نیز یک آتشکده نقش بسته که در سمت راست آن ایزدمهر با شعاع‌های نورانی در دور سر حلقه حکومت را در دست دارد در سمت چپ نیز هرمزد اردشیر قرار گرفته‌است. میهر (اسطوره ارمنی) خدای ارمنیان نیز بود. به همین دلیل، در سکه‌های ضرب شده در ارمنستان از تصویر این ایزد استفاده شده تا این پیام را برساند که پادشاهی هرمز بر ارمنستان مورد تأیید خدایان ارمنیان نیز است. از شاپور دوم سکه‌ای استثنایی در ارمنستان کشف شده‌است که در پایین نقش آتشکده تصویر دو صلیب نیز دیده می‌شود.

### سکه‌های کوشانی ساسانی

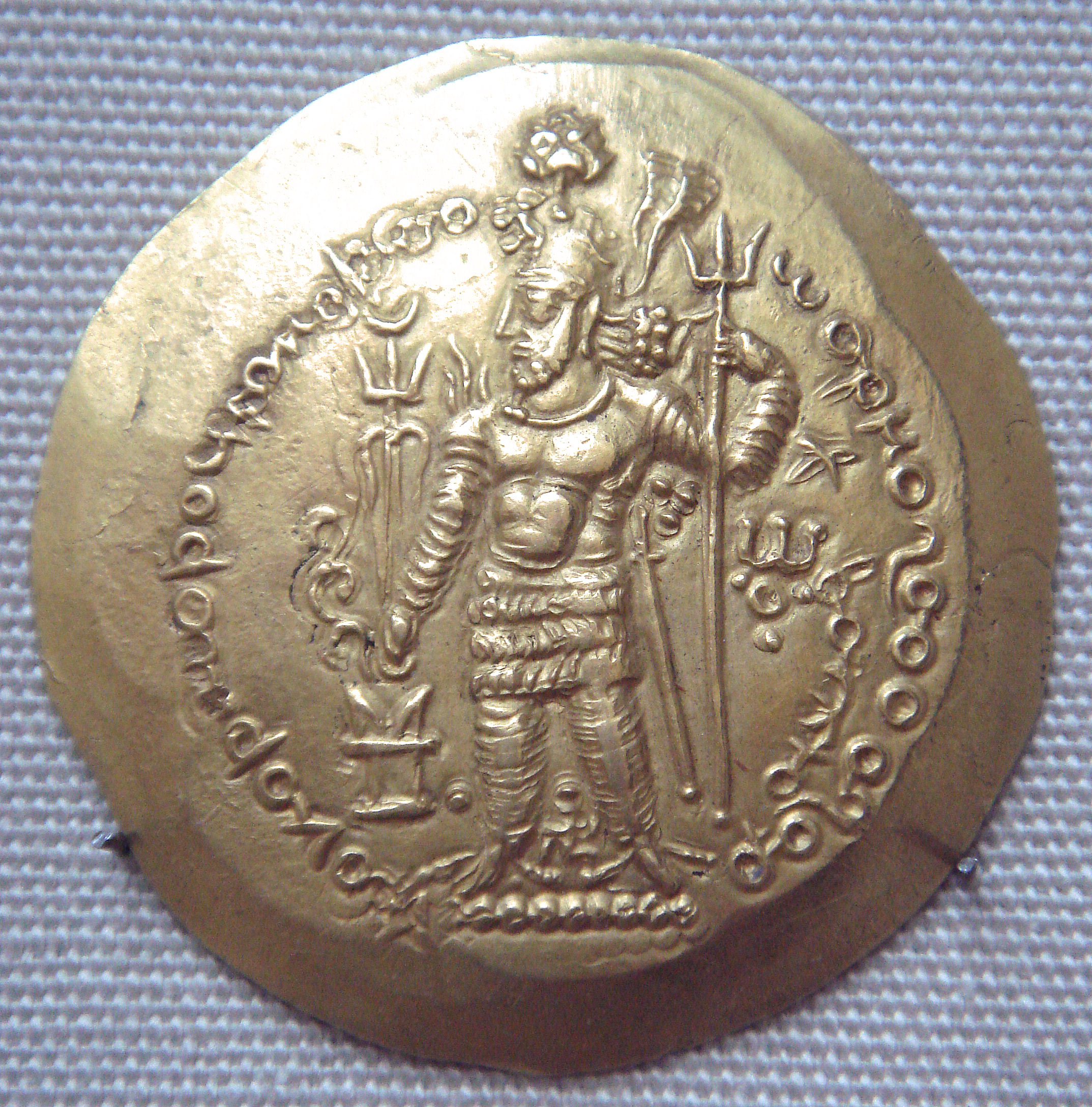
هرمز یکم در یک سکه کوشانی ساسانی

سکه‌های کوشانی ساسانی اصطلاحی است که در مورد سکه‌های ضرب شده در زمان حکومت ساسانیان بر شاهنشاهی کوشانی بکار می‌رود. برای نخستین بار به سال ۲۶۲ میلادی شاپور یکم (دوران پادشاهی ۲۴۱–۲۷۲) در کتیبهٔ خود در کعبه زرتشت از کشور «کوشان» نام برده و خاطر نشان کرده‌است که کوشان شهر و همهٔ سرزمین‌ها تا پیشاور یا پیرو ایران یا خراج‌گذار او بودند. در اواسط دههٔ ششم از سده سوم میلادی نواحی جدیدی در شرق ایران تمام و کمال به ایران پیوستند و عنوان شاه سکستان، تورنستان و هند تا کرانهٔ دریا تا سال ۳۱۲ میلادی چون عنوان واحدی برای فرمانروایان ساسانی در شرق باقی‌ماند. ارنست هرتسفلد آغاز تسخیر سرزمین‌های شرق از سوی ساسانیان را مربوط به روزگار اردشیر یکم و سقوط کامل دولت بزرگ کوشان و ضمیمه شدن این سرزمین‌ها به شاهنشاهی ساسانی را مربوط به پادشاهی شاپور یکم دانست. به نظر او شاهنشاهان ایران هرمزد اردشیر (به هنگام شاهنشاهی شاپور یکم)، بهرام یکم (به هنگام شاهنشاهی هرمزد یکم)، بهرام دوم (به هنگام شاهنشاهی بهرام یکم) عنوان «بزرگ کوشانشاه» داشتند و سکه‌های کوشانی–ساسانی را رواج دادند.
سکه‌های معروف به سکه‌های کوشانی–ساسانی یا سکایی–ساسانی که به وسیله نایبان سلطنت قسمت شرقی دولت ایران یا خراسان ضرب شده، نشاندهنده این است که تا زمان بهرام دوم این ایالت بزرگ در زیر فرمان  کوشانشاه یکی از شاهزادگان خانوادهٔ سلطنتی بوده‌است.
روزگار فرمانروایی بهرام چهارم «بزرگ کوشانشاه» در شرق دوران ثبات نسبی مرزهای شرقی ایران بود. پیکار با هپتالیان از اواخر پادشاهی بهرام پنجم (بهرام گور) (دوران پادشاهی ۴۲۱–۴۳۹) آغاز شد و به هنگام پادشاهی یزدگرد دوم رویدادهای شرق شدت یافت و یزدگرد به علت درگیری در جنگ‌های دیگر به پیروزی کامل دست نیافت. فرزند یزدگرد دوم هرمز سوم و به ویژه پیروز یکم در پیکار بخاطر تاج و تخت ایران به ویژه به هپتالیان تکیه داشتند. نام هرمزد و پیروز در آخرین انواع سکه‌های کوشانی-ساسانی دیده شده‌است.

### سکه‌های به سبک ساسانی در طبرستان
پس از سقوط سلسله ساسانی و کشته شدن یزدگرد سوم به عنوان آخرین پادشاه در مرو به سال ۶۵۲ میلادی یکی از خاندان‌های ساسانی به نام دودمان گاوباریان از نسل جاماسب در منطقهٔ تپورستان یا مازندران فعلی حکومت مستقل داشتند که این حکومت ۱۱۹ سال به طول انجامید. در طی این دوران راه و رسم ساسانیان ادامه یافت و سکه‌های این دوره مانند سکه‌ها دوره ساسانی نازک، اما در قطعی کوچک‌تر است به همراه نقش پادشاه و نوشته به خط آرامی به زبان پهلوی که بیشتر این سکه‌ها نقره و برنز به همراه سمبل‌های آئین زرتشت است. این سکه‌ها در مبادلات اقتصادی و تجاری منطقه طبرستان و گیلان مورد استفاده قرار می‌گرفت. آخرین فرمانروای طبرستان اسپهبد خورشید نام داشت ۷۴۸–۷۶۱ که در سن چهارده سالگی به فرمانروایی رسید. آغاز این دوره با اقتدار گذشت اما در پایان آن که با حکومت منصور عباسی همراه بود با نیرنگ مهدی فرزند منصور و والی ری، سپاهیان عباسی به قلمرو خورشید راه یافتند. خورشید متواری شد و به گیلان رفت و قصد فراهم کردن لشکر را داشت تا توان بازستانیدن طبرستان را بیابد. در این زمان خبر یافت که فرزندان و زنان خاندان او اسیر و راهی بغداد شده‌اند. این خبر را تحمل نکرد و با زهر به زندگی خویش پایان داد و این واقعه مصادف با سال ۷۶۱ میلادی بود.
بعد از دودمان گاوباریان، حکام خلفا به مدت ۲۵ سال دیگر یعنی به رسم آنان سکه زدند و سکه‌های طبرستان همچنان شکل سکه‌های ساسانی را داشت فقط نام حاکم گاهی به پهلوی و گاهی به کوفی بود. بعضی از آنان حتی بدون اسم سکه می‌زدند و به جای نام خود کلمه افزود را به پهلوی می‌نوشتند. این روش تا پایان شورش طبرستان در زمان هارون الرشید، خلیفهٔ عباسی (زمان خلافت از ۱۷۰ تا ۱۹۳ هجری قمری)، ادامه داشت.

### سکه‌های عرب ساسانی

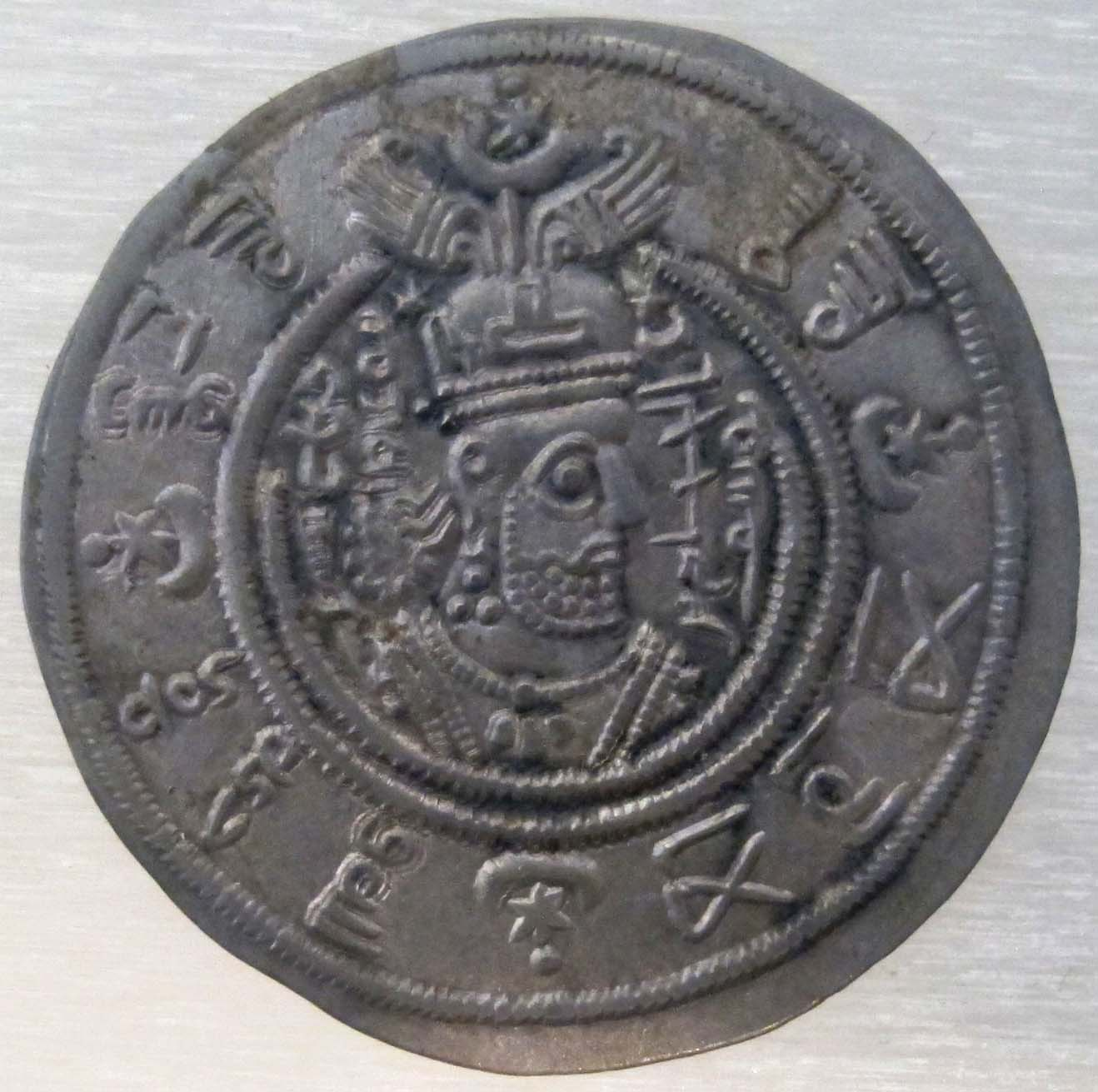
یک سکه عرب ساسانی با عبارت «لا اله الا الله» از دوره فرمانداری حجاج بن یوسف (انتشار ۶۹۵ میلادی).

اعراب مسلمان پس از فتح ایران، سکه‌هایی به سبک سکه‌های ساسانی با حاشیه‌ای به خط کوفی، ضرب کردند که به سکه‌های عرب‌ساسانی معروف شد. بیشتر سکه‌های عرب‌ساسانی نقره‌اند؛ اما در کنار آنها شمار فراوانی سکه مسی نیز به دست آمده‌است. این سکه‌های تنوع بسیاری دارند.
با انقراض سلسله ساسانی و استیلای اعراب بر ایران سکه‌های ساسانی تا چندین دهه ضرب می‌شد و رواج داشت. این سکه‌ها اغلب به تصویر خسرو پرویز و یزدگرد سوم مزین بوده و در روی سکه نام حاکم عرب با خط پهلوی (بجز حجاج بن یوسف که نامش به خط عربی نوشته شده) و در حاشیه خارجی سکه شعارهای دینی به خط عربی نوشته شده‌است. «ریکا گیزلن» در اثر شناخته‌شدهٔ خود با نام سکه‌های مسی عرب ساسانی به سه نوع از این سکه‌ها اشاره کرده‌است که پشت هر سه سکه عبارت آباد/آزاد بیشاپور با تصویر موجودی ترکیبی، گاو نر کوهان‌دار با سر انسان ریش‌دار، حک شده‌است؛ اما نوشته و نقش روی سکه‌ها متفاوت است.

### سکه‌های هند-ساسانی
سکه‌های هند-ساسانی نوع اصلی ضرب سکه در دوره پس از امپراتوری گوپتا، در نواحی گجرات و راجستان در غرب هند و در منطقه گنگ، از قرن ششم تا قرن ۱۲ میلادی بود. همچنین یک دسته کامل از سکه‌های هندی، به سبک هند و ساسانی، که از طرح ساسانی به شکل هندسی گرفته شده‌است که از حدود ۵۳۰ پس از میلاد تا ۱۲۰۲ پس از میلاد در میان گورجارادسا، پراتیهاراها، چاولوکیا - پارامارا و امپراتوری پالا وجود دارد. به‌طور معمول، نیم تنه شاه در جلو، بسیار ساده و هندسی است و طرح محراب آتش، با یا بدون دو خدمه، به عنوان نقشی هندسی در پشت این نوع سکه دیده می‌شود.

## برای مطالعهٔ بیشتر
- سرفراز، علی اکبر و آورزمانی، فریدون، سکه‌های ایران از آغاز تا دوران زندیه، تهران: سمت، ۱۳۷۹، ۲۹۱ صفحه (صفحات ۸۵ تا ۱۲۶ به سکه‌های ساسانی پرداخته‌است).
- پاکزادیان، حسن، تاریخ و گاه‌شماری در سکه‌های ساسانی، تهران، ۱۳۸۴، ۲۷۲ صفحه.
- امینی، امین، سکه‌های ساسانی، تهران: پازینه، ۱۳۸۹، ۲۷۹ صفحه.
- امینی، امین، سکه‌های ایران قبل از اسلام (موزهٔ میرزا محمد کاظمینی)، تهران: پازینه، ۱۳۸۹، چ ۲، ۱۳۹۰، ۱۸۰ صفحه (این کتاب فقط کاتالوگ سکه‌ها است).